# DBm
dBm ou dBmW (decibel-miliwatt) é uma unidade de medida utilizada principalmente para telecomunicações para expressar a potência absoluta mediante uma relação logaritimica. Define-se como o nível de potência em decibéis em relação ao nível de referência de um 1 mW. Pode ser expressa através da equação:
{\displaystyle P_{\mathrm {dBm} }=10\log _{10}\left({\frac {P}{1mW}}\right)\ ,}
onde:
PdBm é a potência em dBm
P é a potência em miliwatt